# Chen Tao (astronomo)
| 257248 Chouchiehlun | 20 marzo 2009 |
| 316020 Linshuhow    | 21 marzo 2009 |
| 362177 Anji         | 21 marzo 2009 |

Chen Tao (陈韬S, Chen TaoP; 1981) è un astronomo amatoriale cinese, residente a Suzhou, nella provincia di Jiangsu.
Il Minor Planet Center gli accredita le scoperte di tre asteroidi, effettuate tutte nel 2009, in parte in collaborazione con Tsai Yuansheng.
Ha inoltre scoperto dieci comete sulle immagini della sonda SOHO  e coscoperto la cometa non periodica C/2008 C1 (Chen-Gao) in collaborazione con Gao Xing, per la quale gli è stato assegnato l'Edgar Wilson Award nel 2008 .
Gli è stato dedicato l'asteroide 19873 Chentao .